# Beatrice Rosen
Pour les articles homonymes, voir Rosen et Rosenblatt.
Beatrice Rosen, née Beatrice Rosenblatt le 29 novembre 1977 à New York (États-Unis), est une actrice, chroniqueuse et influenceuse franco-américaine.
Elle est connue pour ses rôles dans les films The Dark Knight : Le Chevalier noir et 2012. Elle est chroniqueuse régulière de l'émission Touche pas à mon poste ! sur C8 pour les saisons 12 (2021-2022), 13 (2022-2023) et 15 (2024-2025).

## Biographie

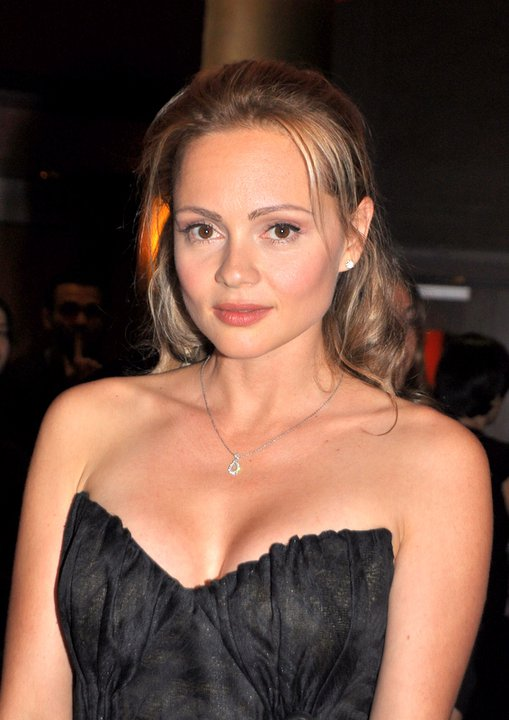
Béatrice Rosen en 2011 aux Étoiles d'or du cinéma français.

Beatrice Rosen naît à New York, d'un père américain d'origine hongroise et d'une mère française travaillant comme hôtesse de l'air. Elle grandit à Paris et commence à étudier le théâtre vers l'âge de 10 ans. Après avoir passé un baccalauréat scientifique, elle intègre le Cours Florent,.
Elle commence sa carrière en France : après avoir été sélectionnée en tant que jeune talent de l’Adami au festival de Cannes, elle joue dans Undercover (court-métrage primé en 2002 au festival des films du monde de Montréal), et dans de nombreux téléfilms et séries tels que Le Bleu de l’Océan, Le Grand Patron, Le Fil du rasoir... Au cinéma, elle est apparue entre autres dans Bienvenue chez les Rozes réalisé par Francis Palluau, et Cravate Club réalisé par Frédéric Jardin.
Elle a également beaucoup tourné pour la télévision aux États-Unis, notamment pour la Warner (Smallville, Charmed), la Fox (North Shore : Hôtel du Pacifique, Les Quintuplés) ou encore United Paramount Network (Cuts (en)), en tant que personnage récurrent ou invité.
On la voit quelques minutes en 2008 dans The Dark Knight de Christopher Nolan, où elle tient le rôle d'une petite amie de Bruce Wayne/Batman. L'année suivante, elle tient un rôle plus important dans 2012, de Roland Emmerich, où elle interprète la jeune Russe prénommée Tamara.
Fin 2009, elle apparaît dans le clip Fou d'elle de Stanislas et chante en duo avec ce dernier la chanson Sensiblement modifiés.
À partir de septembre 2010, elle joue dans  Les Montagnes Russes au théâtre aux côtés de Bernard Tapie.
En 2013, elle apparaît dans un film français, Au bout du conte d'Agnès Jaoui, et dans des films indépendants américains. En 2015, elle incarne Nadia Paquet dans toute la saison 1 de la série américaine Backstrom pour la Fox. En 2010 et 2011, elle est égérie de la maison Lancel.
En février 2014, Brahim Asloum et elle ont été nommés par Bernadette Chirac en tant que parrain et marraine de la Fondation Claude-Pompidou que cette dernière préside.
En février 2022, après avoir participé en tant qu'invitée à l'émission de Cyril Hanouna, Touche pas à mon poste !, elle intègre l'équipe des chroniqueurs.
En novembre 2022, elle co-présente à Paris le Global Gift Gala, dont la marraine est Eva Longoria, organisé par la Global Gift Foundation.

## Polémiques
Concernant le pass vaccinal, Beatrice Rosen « s'interroge sur le but de cette mesure » alors qu'une image diffusée par elle lors d'une manifestation du 17 juillet 2021 est « largement partagée sur Twitter par les opposants aux mesures préconisées par l'Élysée concernant le pass sanitaire ». Par ailleurs, selon L'Express, elle est active dans la désinformation sur le Covid-19.

## Vie privée
Beatrice Rosen vit avec son conjoint et leurs deux enfants, un garçon né en 2015 et une fille née en 2018.

## Filmographie

### Cinéma
- 1998 : La Vieille barrière (court-métrage) : Une étudiante
- 1999 : Le Ciel, les Oiseaux et... ta mère ! de Djamel Bensalah
- 1999 : La révolution sexuelle n'a pas eu lieu de Judith Cahen : Jeune fille 7
- 1999 : Clown (court-métrage) : Une jeune fille blonde
- 2002 : Cravate club de Frédéric Jardin
- 2002 : Undercover (court-métrage) : Audrey
- 2003 : Bienvenue chez les Rozes de Francis Palluau : Agnès
- 2004 : Esprit libre d'Andy Cadiff : Gabrielle
- 2006 : Blindfolded (court-métrage) : Gorgeous
- 2006 : Le Guerrier pacifique (Peaceful Warrior) de Victor Salva : Dory
- 2008 : The Dark Knight : Le Chevalier noir (The Dark Knight) de Christopher Nolan : Natascha
- 2008 : The Other Side of the Tracks de A. D. Calvo : Marcy
- 2009 : 2012 de Roland Emmerich : Tamara
- 2010 : The Big I Am de Nic Auerbach : Liza
- 2010 : Célibataires et en cavale (Life's a Beach) de Tony Vitale : Isabelle
- 2012 : Road Nine de Sebastien Rossi : Nadia
- 2012 : Side Effects de Jean Veber : Ivy
- 2013 : Au bout du conte d'Agnès Jaoui : Fanfan
- 2013 : Les Schtroumpfs 2 de Raja Gosnell : un mannequin
- 2013 : Undiscovered Gyrl d'Allison Burnett (en) : Martine
- 2013 : Delirium de Lee Roy Kunz : Kate
- 2014 : Ask me anything d'Allison Burnett (en) : Martine
- 2023 : La Tête dans les étoiles d'Emmanuel Gillibert : Constance

### Télévision
- 1997 : Pour être libre (série télévisée) : Karine
- 1997 : Les Années fac (série télévisée) épisode 182 : Louisa
- 1998 : Un et un font six (série télévisée) : La standardiste
- 1998 : Les Vacances de l'amour (série télévisée) : Carole Dupuis
- 1999 : Nouvelle vie, nouvelle donne (In punta di cuore) (téléfilm) : Clara
- 1999 : Manatea, les perles du Pacifique (série télévisée) : Pauline
- 2000 : Passion assassine (téléfilm)
- 1999 : Vertiges (série télévisée) : Eliane Vercel
- 2000-2001 : Baie Ouest (série télévisée) : Leslie
- 2003 : Le Bleu de l'océan (série télévisée) : Vanessa
- 2004 : Commando Nanny (série télévisée) : Katie Winter
- 2004 : Le Grand Patron (série télévisée) : Stéphanie Celnik
- 2004 : Les Quintuplés (série télévisée) : Gabrielle
- 2004 : North Shore : Hôtel du Pacifique (série télévisée) : Mia
- 2005 : Smallville (série télévisée) : Dawn Stiles
- 2005 : Charmed (série télévisée) : Jenny Bennett / Maya Holmes
- 2005 - 2006 : Cuts (série télévisée) : Faith
- 2008 : Sharpe's Peril (téléfilm) : Marie-Angelique Bonnet
- 2010 : 100 Questions (série télévisée) : Arielle Goodman
- 2011 : Nikita (série télévisée) : Princesse Kristina
- 2011 : La Loi selon Harry (Harry's Law) (série télévisée) : Marilyn Monique
- 2011 : New York, section criminelle (Law and Order: Criminal Intent) (série télévisée) : Andrea Stiles
- 2012 : Le Sang de la vigne (série télévisée) : Victoire
- 2013: Payday 2: The web series (série télévisée): Special Agent Jordan Griffin
- 2015 : Backstrom (série télévisée) : Nadia Paquet
- 2016 : Les Petits Meurtres d'Agatha Christie (série télévisée) saison 2, épisode 16 : Lucette
- 2017 : The Saint de Simon West (téléfilm) : Katherine Valecross
- 2020 : Section de recherches (série télévisée) : Virginie Bells

## Émissions de télévision
- 2021-2025 : Chroniqueuse de Touche pas à mon poste ! sur C8 puis TPMP